# Axis (emlősnem)
Az Axis az emlősök (Mammalia) osztályának párosujjú patások (Artiodactyla) rendjébe, ezen belül a szarvasfélék (Cervidae) családjába és a szarvasformák (Cervinae) alcsaládjába tartozó nem.

## Tudnivalók
Korábban a disznószarvasokat (Hyelaphus) is az Axis nembe sorolták, Hyelaphus nevű alnem alatt; de mivel a genetikai kutatások bebizonyították, hogy ezek az állatok a számbárszarvasokkal (Rusa) állnak közelebbi rokonságban, kivonták őket az Axis nemből. Ennek következtében a pettyes szarvas maradt e szarvasnem egyedüli élő képviselője. Az Axis nembe még két fosszilis faj is tartozik.

## Rendszerezés
A nembe az alábbi 1 élő faj és 2 fosszilis faj tartozik:
- pettyes szarvas (Axis axis) (Erxleben, 1777)
- †Axis eurygonos
- †Axis nesti